# الفقراء أولادي (فلم)
الفقراء أولادي هو فيلم مصري عرض عام 1980، بطولة فريد شوقي ونورا ومصطفى فهمي ويونس شلبي، من تأليف وإخراج ناصر حسين.

## قصة الفيلم
يساعد الطالب الجامعي حامد زينب التي تعيش في قلعة الكبش، الزوجة التي فقدت زوجها إثر الاعتداء عليه بأيدي مراكز القوى، يستدعي الضابط حازم زينب ويعتدي عليها حتى يكسر كبريائها، تقاوم، وتحاول أن تفضحه، فيوعز لرجاله بقتلها. يثور حامد، يتم اعتقال حامد وصديقه ياسين، في السجن يرفض الصول شرف تنفيذ الأوامر بتعذيب المعتقلين، ويثور عندما يعرف أن من بين المعتقلين ابنه حامد، تقوم مشاداة بين الصول شرف ومأمور السجن تنتهي بالقبض على شرف وجلده، وتدبر له مؤامرة يودع على أثرها في مستشفى الأمراض العقلية، يقصي الصول شرف فترة في المستشفى ثم تصدر قرارات مايو بالإفراج عن المعتقلين، يخرج حامد ووالده الصول شرف ويعودان إلى الأسرة.

## طاقم التمثيل
- فريد شوقي: (الصول شرف)
- نورا: (زينب)
- مصطفى فهمي: (حامد)
- يونس شلبي: (ياسين)
- إجلال زكي: (أميرة)
- صلاح نظمي: (الضابط حازم)
- نظيم شعراوي: (العميد فايز - مأمور السجن)
- ليلى مختار: (نجوى)
- سيد الصاوي: (سالم)
- سميرة صدقي: (فلفلة)
- رشاد فرج
- جميل غالي
- نبوية سعيد
- لويس يوسف
- محمد أبو حشيش
- سعيد شنبر
- عصمت نعمان
- حسين الشريف
- بدرية عبد الجواد
- محمد رسلان
- نادية شمس الدين
- منى عبد الله
- رشوان مصطفى
- حسن توتالة
- حللي محمد
- مطاوع عويس
- عمران بحر

## فريق العمل
- إخراج: ناصر حسين
- تأليف: ناصر حسين
- مدير التصوير: أحمد رمضان
- مونتاج: فتحي داود
- إعداد موسيقي: أحمد أبو زيد
- إنتاج: الفيلم الماسي
- توزيع داخلي: مطراوي فيلم
- توزيع خارجي: أنور الشيخ ياسين